# Aleksandra Almazova
Aleksandra Borisovna «Sasha» Almazova (en ruso: Александра Борисовна Алмазова; San Petersburgo, 21 de noviembre de 1986) es una cantante, compositora y poeta rusa. Es líder de la banda “Sasha Almazova y Non Cadenza”.

## Biografía
Es hija del escritor Boris Almazov y la doctora en Ciencias Pedagógicas Nadezhda Almazova. Tiene un hermano mayor, Bogdan.
En 1991, Alexandra fue enviada a la escuela de música en la clase de I. A. Roganova para piano y órgano. También participó activamente cantando en el coro.
En 1994, Sasha ingresó a una escuela con un estudio en profundidad del idioma inglés (No. 328), donde combinó sus estudios en una escuela de música, clases de coreografía y clases adicionales en idiomas extranjeros. Ya en la escuela secundaria, Sasha participó activamente en varias veladas creativas y actividades extracurriculares de la escuela. En 2001, el ensayo de Sasha obtuvo el primer lugar en el concurso internacional organizado por la tataranieta de Aleksandr Pushkin “El Premio Pushkin” y, como premio, Sasha estudió en un curso literario en inglés en Escocia.
En 2000 se graduó en la escuela de música. Inmediatamente después de graduarse, Sasha continuó sus clases en privado con su propio maestro; practicó los conceptos básicos de la armonía del jazz con ella y estudió estándares de jazz en el piano.
En 2004, ingresó en la Facultad de Lingüística de la Universidad Estatal de Economía y Finanzas de San Petersburgo y en el cuarto año se trasladó a una facultad similar en la Universidad Politécnica de San Petersburgo. En 2009 se graduó de la universidad con honores, habiendo recibido la especialidad de lingüista-docente y lingüista-traductora. Después de esto, ingresó a la escuela de posgrado y también consiguió un puesto de profesora.
Incluso antes de ingresar a la universidad, Sasha conoció a Konstantin Panteleev, también estudiante de FINEK, con quien en 2005 crearon el grupo musical Non Cadenza. El material principal del grupo fueron las canciones de Sasha, así como versiones de canciones famosas y estándares de jazz. En ese momento Alexandra acompañaba en el piano.
Durante varios años, antes y después de la creación de Non Cadenza, en diferentes momentos tomó clases magistrales y estudió con varios profesores, entre ellos el saxofonista y arreglista del grupo de acid jazz Soft-Emotions Sergei Verentsov, la famosa cantante de jazz Lera Gekhner y muchos otros.
Además de trabajar en el grupo, Almazova enseña inglés en la Universidad Politécnica de San Petersburgo. En 2013 defendió su tesis y se convirtió en candidata de ciencias pedagógicas.
El 13 de septiembre de 2014, Almazova se casó. Tiene tres hijos: Aleksandrina (n. 2015), Demyan (n. 2017) y Oles (n. 2019).